# Truncatellidae

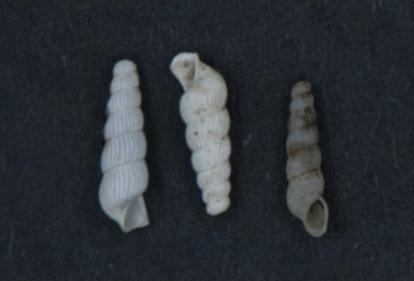
Geomelania jamaicensis

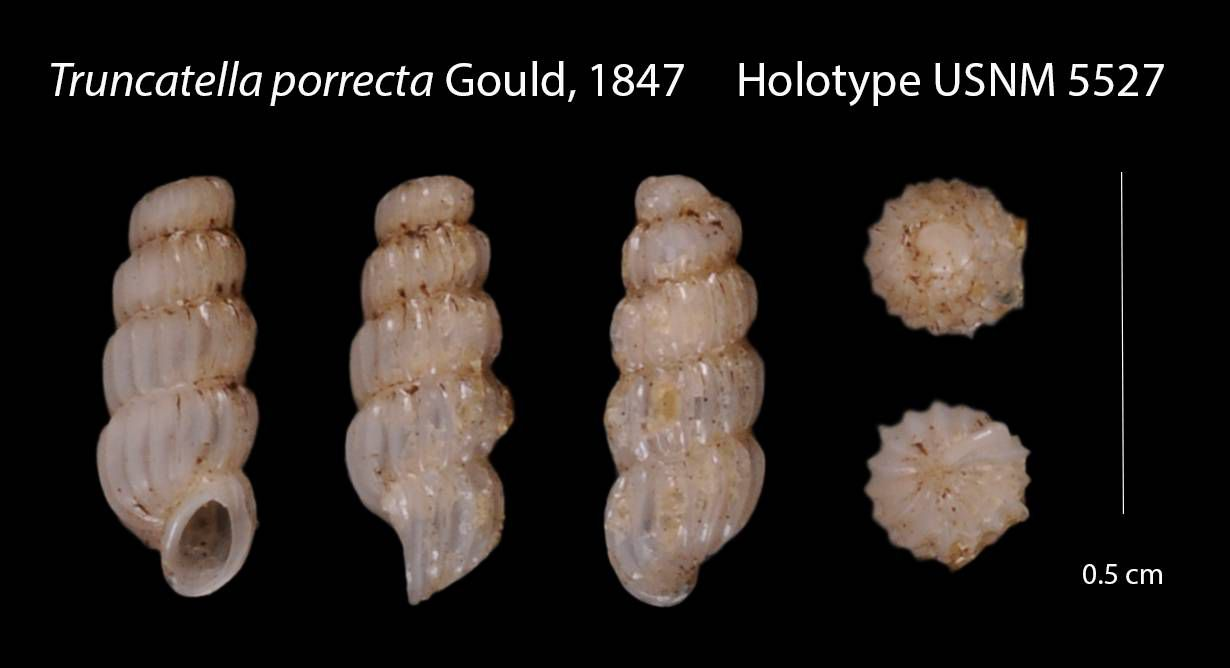
Taheitia porrecta

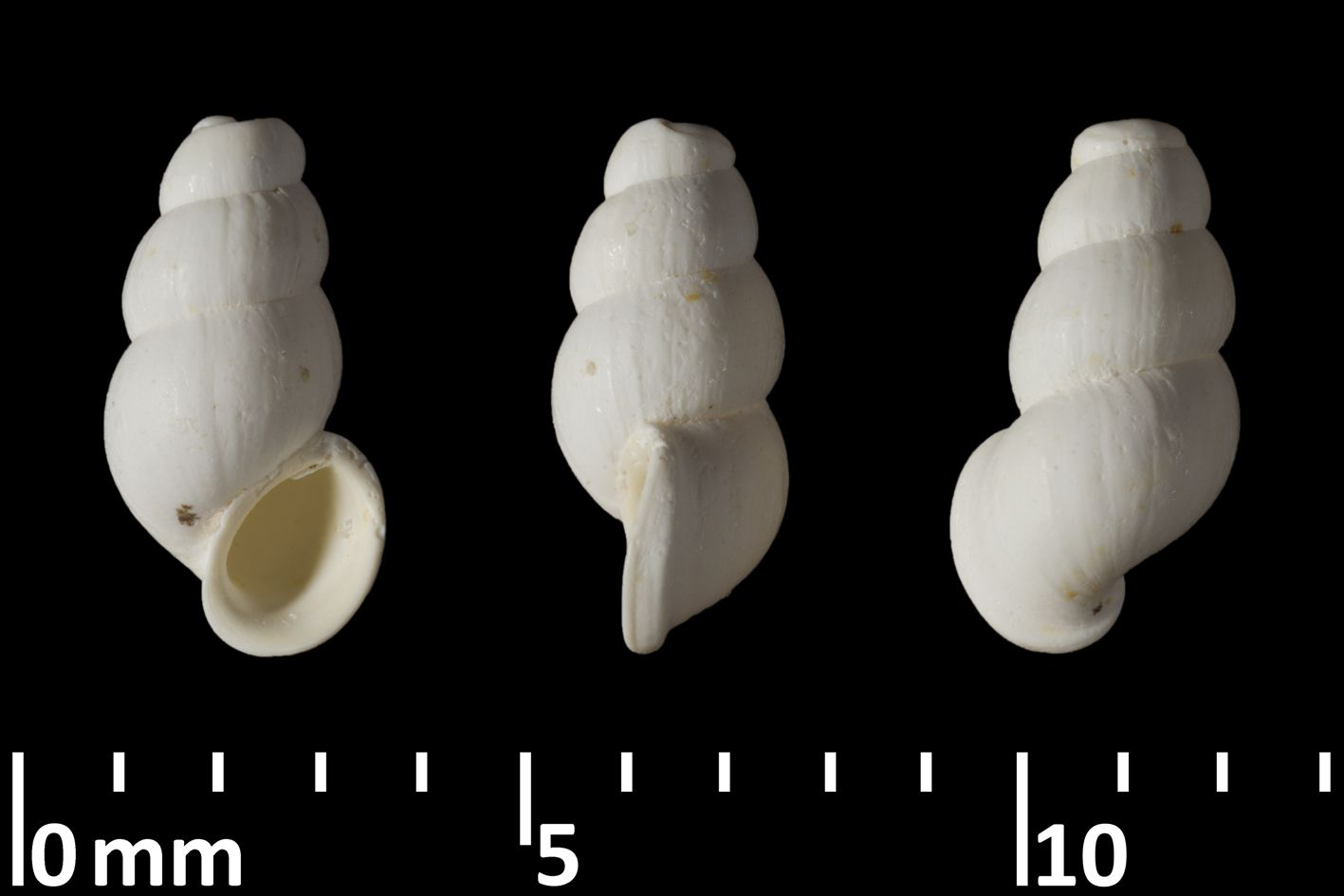
Nystia duchastelii

Truncatellidae Gray, 1840 è una famiglia di molluschi gasteropodi della sottoclasse Caenogastropoda.

## Descrizione
Truncatellidae hanno una conchiglia cilindrica, spesso decollata; muso allungato, con disco orale e solco mediano; radula con dente centrale radulare triangolare, unicuspide; ctenidio ridotto, bursa copulatrix con connessione al rene. Le specie si nutrono di detriti vegetali e alghe.
I membri della famiglia Truncatellidae hanno una distribuzione cosmopolita, per lo più presenti nelle regioni tropicali e subtropicali del pianeta, sia in ambienti marini (zona intercotidale) che terrestri. A causa della loro ampia distribuzione, capacità di adattamento e radiazioni all'interno della famiglia dai biomi marini a quelli terrestri, mostrano caratteri che dimostrano l'adattamento all'ambiente terrestre e sua colonizzazione.
La sottofamiglia Geomelaniinae è completamente terrestre, ed è caratterizzata in parte da fertilizzazione palliale e caratteristiche derivate in modo univoco di radula e protoconca. La sottofamiglia Truncatellinae, con fecondazione renopericardica, ha diverse specie di anfibi diffuse e due specie terrestri limitate a Trinidad e Barbados.
I truncatellidi terrestri si trovano in Giamaica, Cuba, Hispaniola e Grand Cayman (genere Geomelania), Trinidad e Barbados (genere Truncatella) e in molte isole del Pacifico, tra cui Nuova Guinea, Guam, Figi e Tahiti (genere Taheitia). La specie terrestre in Trinidad è stata talvolta collocata nel genere monotipico Blandiella, ma l'analisi filogenetica qui mostra che appartiene allo stesso clade della specie tipo di Truncatella. Le uniche specie di Truncatellidae marini appartemgono al genere Truncatella.
La specie di Truncatella presente nelle Barbados può essere considerata la specie animale più recente ad evolversi completamente in ambiente terrestre. Questo in quanto le Barbados sono emerse sopra il livello del mare solo circa un milione di anni fa. Entro la metà del Cenozoico, i truncatellidi avevano tratti che consentivano loro di colonizzare la terra in ambienti tettonici appropriati. Tendenze parallele nell'evoluzione del carattere si sono verificate nei lignaggi terrestri. Nelle radiazioni terrestri più vecchie, gli stati di carattere di transizione verrebbero probabilmente persi, consentendo potenzialmente al parallelismo di confondere l'analisi filogenetica dei caratteri morfologici.

## Tassonomia
In passato la famiglia Truncatellidae faceva parte delle superfamiglia Rissooidea, fino a quando uno studio filogenetico di Criscione e Ponder ha dimostrato che detta superfamiglia non era monofiletica e al suo interno vi erano due cladi principali che comprendono tutti i taxa precedentemente inclusi nella Rissooidea. Questi taxa sono la superfamiglia Rissooidea e la superfamiglia Truncatelloidea. In base a questi risultati la famiglia Truncatellidae è stata spostata in Truncatellidae.
Secondo quanto riconosciuto dal WoRMS, la famiglia risulta composta da due sottofamiglie per un totale di tre generi e 81 specie:
- Sottofamiglia Geomelaniinae  Kobelt & Möllendorff, 1897
  - Genere Geomelania  L. Pfeiffer, 1845
- Sottofamiglia Truncatellinae  Gray, 1840
  - Genere Taheitia  H. Adams & A. Adams, 1863 
  - Genere Truncatella  Risso, 1826

Alla famiglia appartengono anche alcuni generi estinti non assegnati ad alcuna sottofamiglia:
- Genere † Eosopyrgula  Yu, 1983
- Genere † Glibertiella  Schlickum, 1968
- Genere † Nystia  Tournouër, 1869
- Genere † Obtusospira  Yü, 1977
- Genere † Sandbergerina Kadolsky, 1993